# Alliste
Alliste är en ort och kommun i provinsen Lecce i regionen Apulien i Italien. Kommunen hade 6 702 invånare (2017).